# Линарес (Нуэво-Леон)
Линарес (исп. Linares) — город в  центральной части штата Нуэво-Леон в Мексике.

## История
Название города происходит от названия виллы Де-Сан-Фелипе-де-Линарес, фундамент которой был заложен доном Себастьяном де Вильегас Кумплидо 10 апреля 1712 года. 19 мая 1777 года Линарес становится городом. В том же году была основана Епархия Линареса, что сделало город важным религиозным центром в регионе. После колонизации региона Новый Сантандер город становится стратегическим центром транспортировки колонистов на новые земли. В это же время в окрестностях Линареса впервые на севере Мексики начинают выращивать сахарный тростник.

## Описание

### Демография
Согласно результатам переписи населения 2010 года, проведенной Национальным институтом статистики и географии, общая численность населения муниципалитета составляет 78 669 человек, из которых 39 104 (49%) мужчины и 39 565 (51%) женщины.

### Экономика
Линарес находится в аграрном регионе Мексики. Поэтому, в городе развито сельское хозяйство, в частности выращивание апельсинов и животноводство. Также представлена переработка сельскохозяйственных продуктов и пищевая промышленность.